# Cardiomed
Cardiomed est un ensemble d'expériences permettant de mesurer l'impact de la micropesanteur sur le système cardio-vasculaire des occupants de la Station spatiale internationale. Cardiomed est développé par l'agence spatiale française du CNES en coopération avec l'Institut des problèmes biomédicaux (IMBP) en Russie. L'équipement a été mis en place en février 2010.

## Contexte
L'objectif de Cardiomed est de permettre d'étudier les mécanismes d'adaptation du système cardio-vasculaire à l'absence de pesanteur pour proposer des méthodes permettant de maintenir en bonne santé l'équipage durant un séjour long dans l'espace et faciliter l'adaptation à la gravité à son retour sur Terre. Des retombées sont également attendues sur la prévention des dysfonctionnements vasculaires des membres inférieurs qui touchent plus particulièrement les personnes âgées.

## Description
Cardiomed est constitué :
- d'un ensemble d'instruments de mesure permettant de mesurer les paramètres physiologiques tels la fréquence cardiaque, la tension, la vitesse d'écoulement artériel ;
- d'un ordinateur portable doté d'un logiciel qui guide les cobayes et contrôle les instruments de mesure ;
- d'un boitier assurant l'interface entre les instruments et l'ordinateur portable.

## Mise en œuvre
Le lancement du projet a été effectué en 2000 et sa recette par l'équipe russe a démarré en 2006. L'équipement a été installé à bord de la station spatiale en février 2010. L'exploitation de Cardiomed est effectué via le TsUP, centre de contrôle de l'Agence spatiale russe et les résultats sont exploités par les médecins russes.